# 오리와타리역
오리와타리역(일본어: 折渡駅 おりわたりえき[*])은 일본 아키타현 유리혼조시에 위치한 동일본 여객철도 우에쓰 본선의 철도역이다. 상대식 승강장 2면 2선의 구조를 갖춘 지상역이다.

## 타는 곳
| 1 | ■ 우에쓰 본선 | 하행 | 아키타 방면          |
| 2 | ■ 우에쓰 본선 | 상행 | 사카타 · 니가타 방면 |

## 역 주변
- 국도 제341호선

## 역사
- 1957년 9월 28일 : 일본국유철도의 오리와타리 신호장으로서 유리 군 이와키 정에 개설.
- 1972년 9월 19일 : 우고이와야 - 오리와타리 간이 복선화. 복선시종단형으로 한다.
- 1987년 4월 1일 : 일본국유철도 분할 민영화와 동시에 역으로 승격, 여객 취급만. 동일본 여객철도가 승계.

## 인접 역
| 동일본 여객철도 우에쓰 본선 | 동일본 여객철도 우에쓰 본선 | 동일본 여객철도 우에쓰 본선 |
| --------------------------- | --------------------------- | --------------------------- |
| 우고이와야 니쓰 방면        | ■ 우에쓰 본선               | 우고카메다 아키타 방면      |